# Xella
Xella Group, med huvudkontor i Duisburg, Tyskland, utvecklar, tillverkar och marknadsför bygg- och isoleringsmaterial.

## Företag
Xella Group utvecklar, producerar och säljer byggmaterial och isoleringsmaterial baserat på mineralresurser. Med sina varumärken Ytong, Silka och Hebel är Xella en av världens största tillverkare av autoklaverad lättbetong och kalciumsilikatblock. Varumärket Multipor står för icke-brännbara mineralisoleringsskivor.
Förutom bygg- och isoleringsmaterialvarumärkena tillhandahåller Xella en digital tjänst för att förenkla byggprocesser med blue.sprint. Med hjälp av en digital tvilling kan ett byggobjekt skapas virtuellt för att planera material mer effektivt och därmed spara resurser. Detta innebär samarbete inom öppen BIM baserat på en modell enligt IFC-standarden. I tidigare projekt har upp till 20 procent av skalbyggkostnaderna och 30 procent av den grova byggtiden kunnat sparas genom att använda denna tjänst.
En integrerad del av Xellas företagsstrategi är hållbarhet i mening att erbjuda en grund för hållbart och hälsosamt boende, byggande och renovering. För närvarande är företaget verksamt i över 14 länder med 58 anläggningar. År 2022 genererade Xella Group en omsättning på 1,37 miljarder euro med cirka 5 223 anställda.
Det Luxemburgbaserade holdingbolaget Xella International Holdings ägs av finansinvesteraren Lone Star, som förvärvade en majoritetsandel i Xella Group 2017 från två private equity-företag, PAI Partners (Frankrike) och Goldman Sachs Capital Partners (USA), som hade förvärvat Xella Group från Haniel i september 2008.

## Historia
Xella uppstod som en namnändring från Haniel Bau-Industrie, som redan hade funnits sedan 1940-talet och producerade kalksandsten från 1948. Fortfarande under namnet Haniel Bau-Industrie förvärvade företaget Goslar Fels, Hebel och Ytong-anläggningarna mellan 2000 och 2002. År 2002 tog företaget sina första steg i Kina och ändrade sitt namn till Xella Baustoffe. År 2003 presenterade företaget sig under ett nytt namn på BAU-mässan i München. Samma år avyttrade företaget sin andel i Norddeutsche Naturstein GmbH (NNG) i Flechtingen, som hade varit en dotterbolag till Basalt-Actien-Gesellschaft sedan 2005.

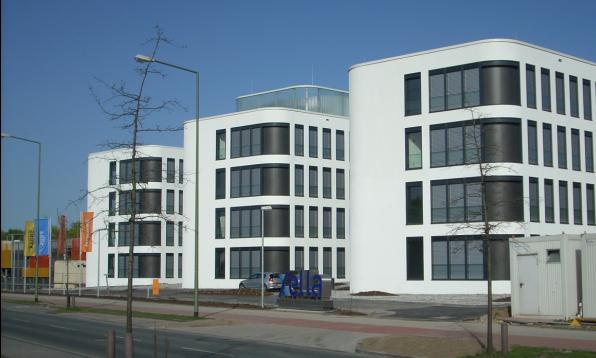
Xellas huvudkontor i Duisburg-Huckingen

Xella stängde sedan många autoklaverade lättbetonganläggningar, uteslutande tidigare Hebel-anläggningar. Flera hundra arbetstillfällen gick förlorade.
Sedan 2003 har Xella haft sitt eget forsknings- och utvecklingsföretag i Brandenburg med två platser - en i Emstal nära Lehnin, den andra i Brück nära Bad Belzig. Här arbetar tekniker inom tre specialistområden: forskning om tillämpning/byggnadsfysik, processengineering samt produkt- och procesforskning. År 2006 såldes företaget Halfen (fästteknik) med bas i Langenfeld. År 2007 och 2008 ägde ytterligare internationell expansion rum i Östeuropa samt i Kina och Ryssland.
År 2008 såldes Xella av Haniel till PAI Partners och Goldman Sachs Capital Partners. År 2009 och 2010 öppnade Xella nya Ytong-anläggningar i Rumänien och Kina samt en kalkanläggning i Ryssland. I april 2011 flyttade Xella in i sitt nya företagshuvudkontor i Duisburg-Huckingen. Den 11 maj 2012 döptes Xellas huvudkontorsbyggnad till Axel Eriksson House. Axel Eriksson, en svensk arkitekt och forskare, hade uppfunnit lättbetongen år 1923.
I mars 2012 misslyckades övertagandet av majoriteten av aktierna i det danska H+H International A/S med bas i Köpenhamn. Den tyska federala kartelloffice förbjöd övertagandet eftersom det förväntades skapa en dominerande position för Xella på marknaden för lättbetong och lättbetongblock i Nordtyskland och Västtyskland. Företaget kunde inte förvärva en majoritetsandel i H+H International. En möjlig börsintroduktion avbröts i oktober 2015 med hänvisning till den ogynnsamma marknadssituationen. I december 2016 meddelades det att Xella hade sålts till investeringsbolaget Lone Star för en hemlig summa. I augusti 2017 tillkännagav Xella förvärvet av den spanska isoleringsproducenten Ursa, som såldes till Etex i början av 2022.

## Varumärken
Xella Group har fyra varumärken Ytong, Silka, Multipor, och Hebel. Xella driver ett eget teknik- och forskningscenter med tre avdelningar: produkt- och processforskning, kvalitetsstyrning samt forskning om tillämpning/byggnadsfysik.

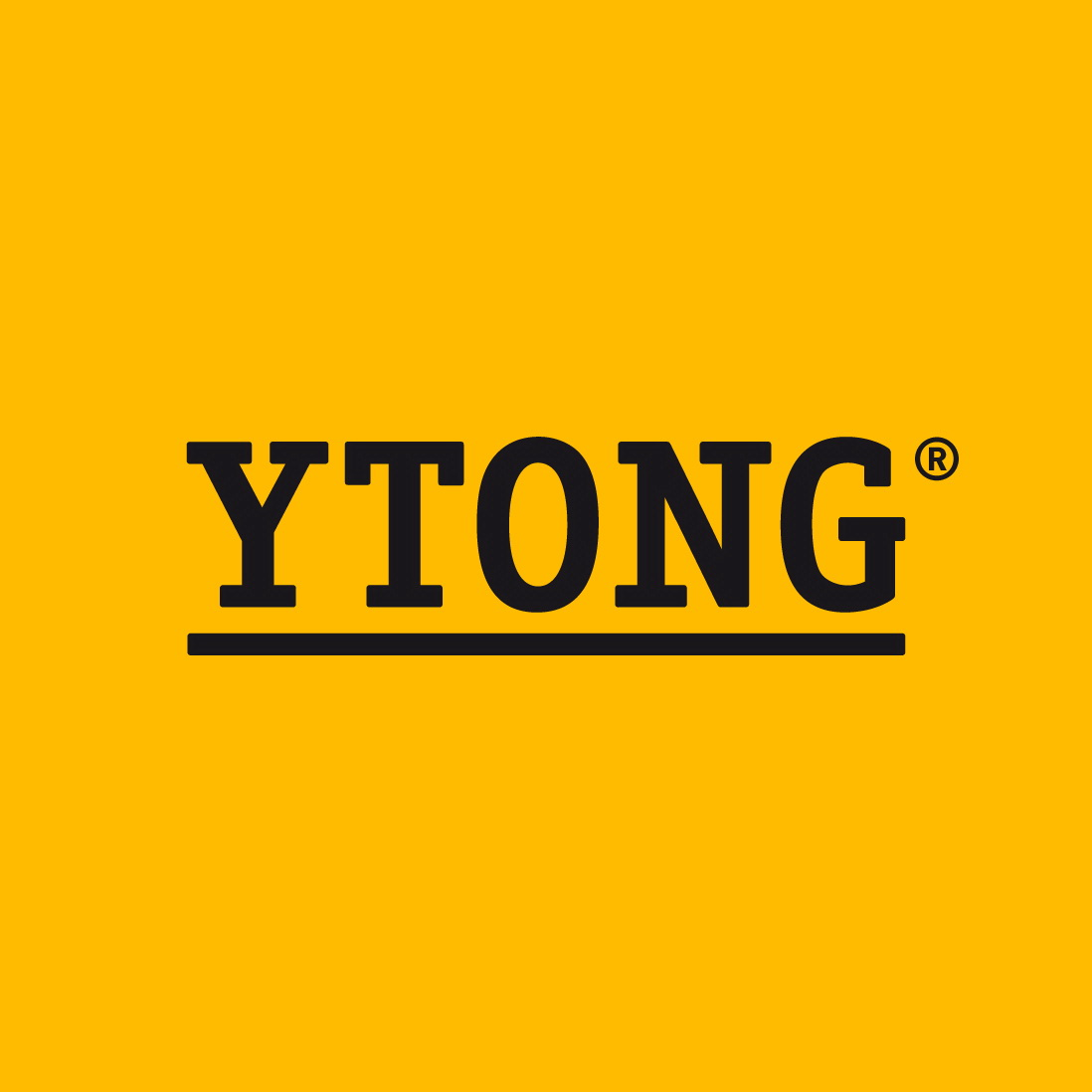
Ytong logotyp
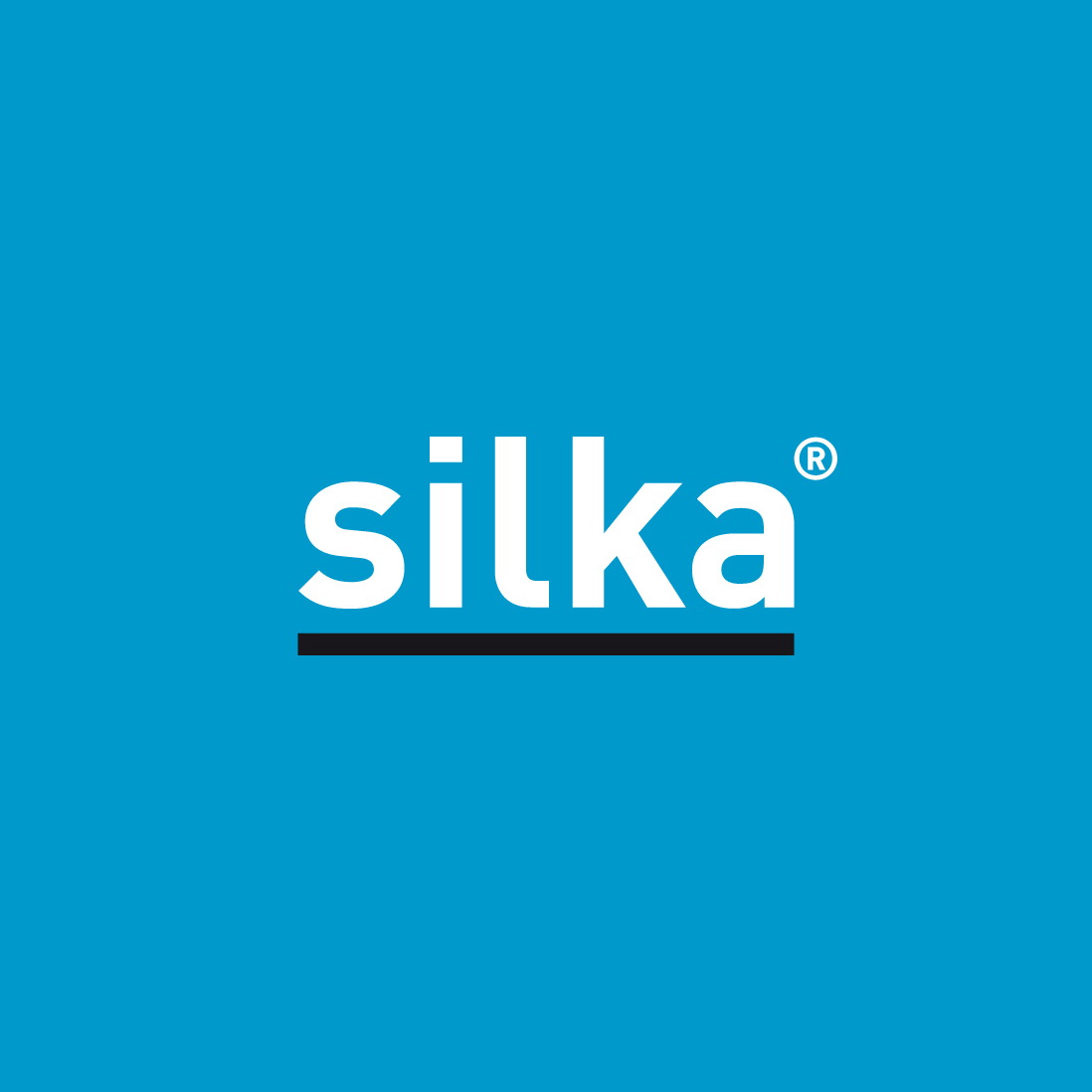
Silka logotyp
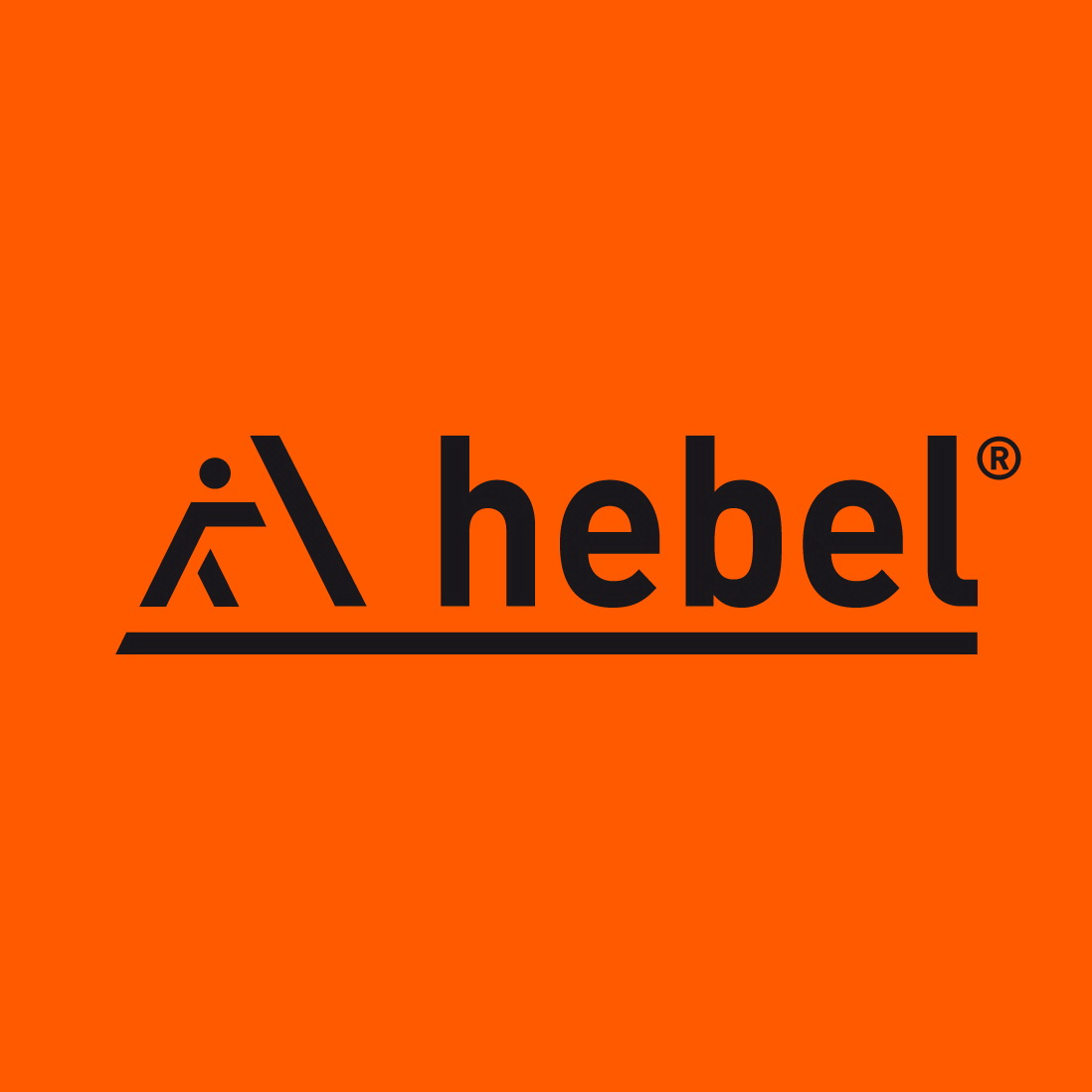
Spak logotyp
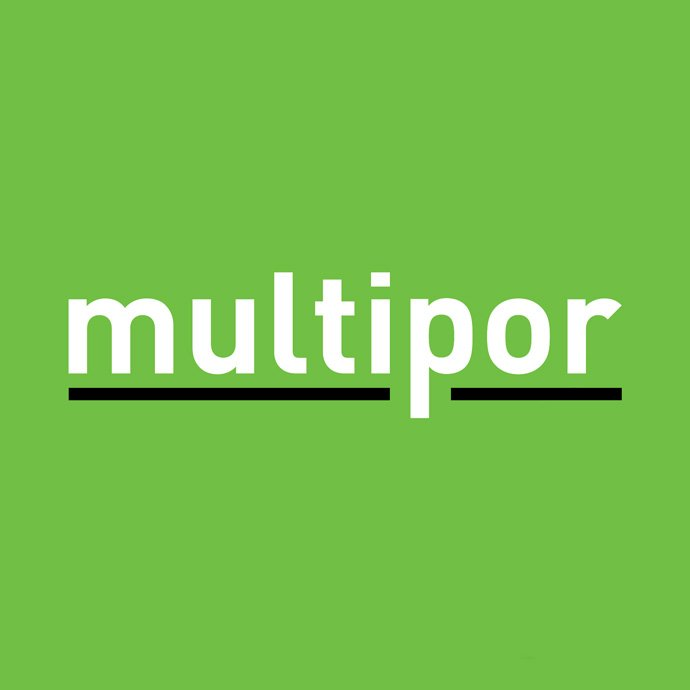
Multipor logotyp